# Xylocopa lundqvisti
Xylocopa lundqvisti là một loài Hymenoptera trong họ Apidae. Loài này được Lieftinck mô tả khoa học năm 1957.